# ガーディアンズ・オブ・ギャラクシー:リミックス (サウンドトラック)

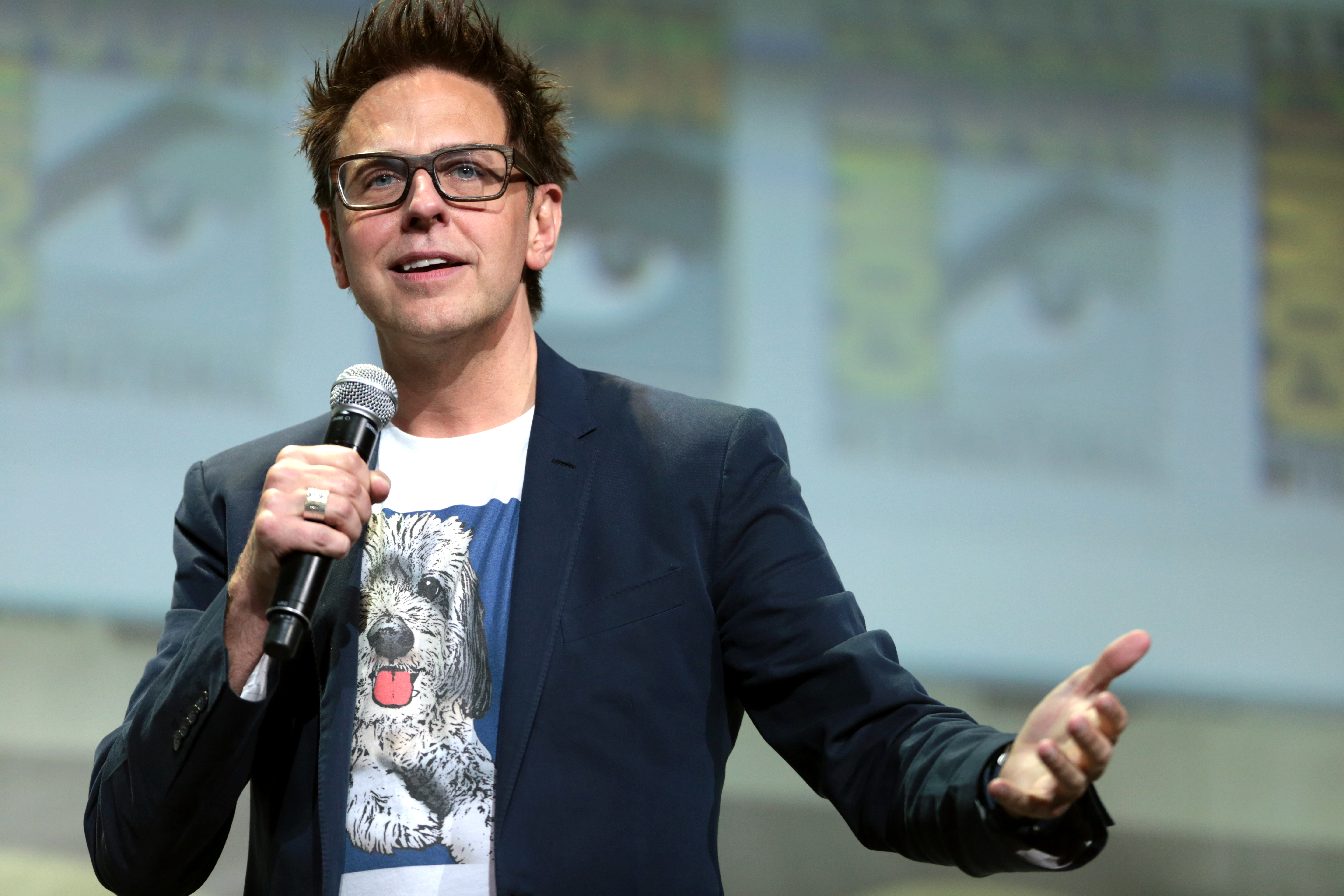
監督・脚本のジェームズ・ガンは、前作『ガーディアンズ・オブ・ギャラクシー』に引き続き、自身で使用曲を選曲した

『ガーディアンズ・オブ・ギャラクシー：リミックス オーサム・ミックス VOL.2（オリジナル・サウンドトラック）』（英: Guardians of the Galaxy Vol. 2: Awesome Mix Vol. 2 (Original Motion Picture Soundtrack)）は、マーベル・スタジオが2017年に製作した映画『ガーディアンズ・オブ・ギャラクシー:リミックス』のサウンドトラック・アルバムである。作中登場するピーター・クィル / スター・ロードのカセットテープ収録曲を集めたアルバムで、2017年4月21日にハリウッド・レコードから発売された。タイラー・ベイツが作曲したスコア盤サウンドトラック (Guardians of the Galaxy Vol. 2 (Original Score)) も、同日にハリウッド・レコードから発売された。『オーサム・ミックス VOL.2』は、アメリカ合衆国での発売初週にビルボード200で8位にランクインしたほか、同国で60万枚を売り上げて2018年のアルバム売り上げ第8位となり、ゴールドディスク認定された。日本では『オーサム・ミックス VOL.2』が、前作『ガーディアンズ・オブ・ギャラクシー』に登場した『オーサム・ミックス VOL.1』と合わせ、ユニバーサルミュージックから2017年5月12日に発売された。

## 『オーサム・ミックス VOL.2』

### 背景
『ガーディアンズ・オブ・ギャラクシー』第1作・第2作の脚本・監督を務めたジェームズ・ガンは、クィルの「最強ミックス Vol.2」に収録される曲について、2014年8月までに「いくつかのアイデアが上がったが、どれも確かなものではない」("some ideas listed, but nothing for sure") と述べた。2015年4月にガンは、「多くの人が1作目のサウンドトラックを気に入ってくれたので少しプレッシャーを感じている[中略]。それでも2枚目のサウンドトラックはもっと良いものだと思う」と述べた。2015年6月、ガンは「最強ミックス Vol.2」の全収録曲を選曲し終え、脚本に組み込んだと明かした。アルバム収録曲を選ぶ上で刺激的だったことのひとつに、ガンは「自分が、忘れられていたバンドを突然会話の話題にさせるのだと分かっていたこと」を挙げた。ガンは「今まで書かれた中で最も偉大なポップソングのひとつ」("one of the greatest pop songs ever written") とまで呼ぶダリル・ホール&ジョン・オーツの『追憶のメロディ』"She's Gone" を入れたがっていたが、曲を使う場所が見つからず、同様の理由でアリス・クーパーの『嘆きのティーンエイジ'74』"Teenage Lament '74" も収録を見送られた。デヴィッド・ボウイが死んだ2016年1月、ガンは映画に使うため彼の曲を1つ選んだが、その曲が使われたシーンをカットしたと明かした（第1作目ではボウイの『月世界の白昼夢』が使用されたので、もしボウイの曲が入っていたら2つのアルバム両方に曲が収録された唯一のアーティストとなるはずだった）。ボウイの死に当たり、ガンは彼が自分のアイドルのひとりだと述べ、彼を「公正でふさわしい」（"fair and appropriate"）方法で讃えるため、選んだ曲を映画のどこかで使えないか探ってみたいと述べた。ガンは「最強ミックス Vol.2」が第1作目より「もっと多様に」("more diverse") なると述べ、「本当に物凄く有名な曲と、誰も聞いたことのないような曲」("some really incredibly famous songs and then some songs that people have never heard") が入り混じるとした。
映画本編のトレイラーには、スウィートの『フォックス・オン・ザ・ラン』、ジョージ・ハリスンの『マイ・スウィート・ロード』、フリートウッド・マックの『ザ・チェイン』、ジェイ&アメリカンズの『もっと寄りそって』"Come a Little Bit Closer"、ボウイの『サフラジェット・シティ』、パーラメントの『フラッシュ・ライト』が使われ、ガンはこれら全てについて「最強ミックス Vol.2」への収録を検討したと明かした。『フォックス・オン・ザ・ラン』とチープ・トリックの『サレンダー』は、第1作に登場した「最強ミックス Vol.1」への収録も考えられた曲だった。
映画のオープニングにはエレクトリック・ライト・オーケストラ (ELO) の『ミスター・ブルー・スカイ』が使われたが、ガンはこの曲について「本当に楽しいのに、しっかりとダークな土台があって、映画を始めるのに完璧な曲」で、「今までやった中で最大級に正気じゃないシーン」にぴったりだったと述べた。このシーンには、元々ELOの『オーロラの救世主』"Livin' Thing" が当てられていた。『ミスター・ブルー・スカイ』の権利を得るのはガンにとって難仕事で、彼はマーベルが「この曲を得るために本気で闘う必要があり、自分でも個人的にジェフ・リンに働きかけた」(Marvel "had to really fight to get the song, and I personally appealed to Jeff Lynne") と明かしているが、これにはリンが使用許可した曲が、第1作では結局カットされていたという裏事情もあった。ガンは『ザ・チェイン』と『ブランディー』について、「映画を編み込む繊維に最も深く埋め込まれた」曲 ("the most deeply embedded into the fibers of the film") だと述べている。ルッキング・グラスのリード・ギタリストとヴォーカルを務めるエリオット・ルーリーは、『ブランディー』が映画に組み込まれたことでこの曲の深い意味を探れると感じ、「思い返してみれば、この曲はもしかしたら無意識の暗喩だったのかもしれない。[映画は]この曲がヒットしたあの時以来初めて、曲に最も眩しい輝きをまとわせた正しい使い方だと思う」と述べた。
アリオッタ・ヘインズ・ジェレマイアで唯一の生存メンバーであるスキップ・ヘインズは、ガンが生まれ育った頃に中西部地方で地域的ヒットを飛ばしていた『レイク・ショア・ドライヴ』が使われ「歴史的忘却から救われた」("rescued from historical oblivion") ことに「とても興奮し」("was so thrilled") 、ガンに寄れば「監督の名前をコーラスに組み込んだ新バージョンを録音した」ほど喜んだ。『ガーディアンズ・インフェルノ』はこの映画のためにガンと音楽のタイラー・ベイツが共筆したオリジナル曲で、「『ガーディアンズ』による、ミーコのディスコ版『スター・ウォーズ』テーマ[1977年の『スター・ウォーズのテーマ』]的なもの」を目指して作られた。デビッド・ハッセルホフがボーカリストに選ばれたのは、子ども時代のクィルにとって彼がヒーローだったという設定だけでなく、ガンが『ナイトライダー』に出演していたハッセルホフのファンだったという事情もあった。『ベイビー・ドライバー』監督のエドガー・ライトは、『オーサム・ミックス VOL.2』の発売前にガンへ相談し、2つの映画のサウンドトラック収録曲が重複しないように調整した。またシルバーの『恋のバンシャガラン』"Wham Bam" はファンがTwitterに寄せた意見が元になって選曲された。
『オーサム・ミックス VOL.2』は、"Guardians of the Galaxy Vol.2: Awesome Mix Volume 2 (Original Motion Picture Soundtrack)" とのタイトルで、ハリウッド・レコードから2017年4月21日に発売された。カセットテープでは2017年6月23日、ビニルLPでは8月11日にそれぞれ発売され、ビニル盤はベイツによる映画音楽と同時収録のデラックス版となった。またマーベルはドリトスとタイアップして「ロック・アウト・ラウド」キャンペーン (Rock Out Loud campaign) を展開し、『オーサム・ミックス VOL.2』の再生と再充電ができる、カセットテープデッキに着想を得た内蔵式プレイヤー付きの限定ドリトスバッグを製作した。この特別パッケージは2017年4月28日にAmazon.comで発売され、同年5月5日には、ドリトスからこのキャンペーンの一環でニューヨークとロサンゼルスに録音ブースが設置され、中でアルバム収録曲を歌うと、限定のドリトスバッグ、コンサートやイベントのチケット、無料の袋入りドリトスなど様々な賞品が当たる可能性があるというイベントが開催された。
2017年8月6日、マーベルはホームメディア・リリースの宣伝として、『ガーディアンズ・インフェルノ』のミュージック・ビデオを公開した。1970年代風のビデオはデイヴィッド・ヤロヴェスキー (David Yarovesky) によって監督され、ボーカルを務めたハッセルホフの他に、ガン監督、クリス・プラット（ピーター・クイル / スター・ロード）、ゾーイ・サルダナ（ガモーラ）、デイヴ・バウティスタ（ドラックス）、ポム・クレメンティエフ（マンティス）、カレン・ギラン（ネビュラ）、マイケル・ルーカー（ヨンドゥ）、ショーン・ガン（クラグリン）が出演した。またスタン・リーと『ジミー・キンメル・ライブ!』のギレルモ・ロドリゲスがカメオ出演した。

### 『オーサム・ミックス VOL.2』収録曲
トレイラーに使われた『フォックス・オン・ザ・ラン』以外の全曲が映画内で使用された。ジミー・ユーリンの "Un Deye Gon Hayd (The Unloved Song)" も映画のために書き下ろされ、コントラクシアのシーンで使われた。
| #         | タイトル                                                               | 作詞      | 作曲・編曲 | アーティスト                                  | 時間 |
| --------- | ---------------------------------------------------------------------- | --------- | ---------- | --------------------------------------------- | ---- |
| 1.        | 「ミスター・ブルー・スカイ」(Mr. Blue Sky)                             |           |            | エレクトリック・ライト・オーケストラ          | 5:03 |
| 2.        | 「フォックス・オン・ザ・ラン」(Fox on the Run)                         |           |            | スウィート                                    | 3:25 |
| 3.        | 「レイク・ショア・ドライヴ」(Lake Shore Drive)                         |           |            | アリオッタ・ヘインズ・ジェレマイア            | 3:49 |
| 4.        | 「ザ・チェイン」(The Chain)                                            |           |            | フリートウッド・マック                        | 4:27 |
| 5.        | 「ブリング・イット・オン・ホーム・トゥ・ミー」(Bring It on Home to Me) |           |            | サム・クック                                  | 2:43 |
| 6.        | 「サザン・ナイツ」(Southern Nights)                                    |           |            | グレン・キャンベル                            | 2:57 |
| 7.        | 「マイ・スウィート・ロード」(My Sweet Lord)                            |           |            | ジョージ・ハリスン                            | 4:37 |
| 8.        | 「ブランディー」(Brandy (You're a Fine Girl))                          |           |            | ルッキング・グラス                            | 3:03 |
| 9.        | 「もっと寄りそって」(Come a Little Bit Closer)                         |           |            | ジェイ&アメリカンズ                           | 2:46 |
| 10.       | 「恋のバンシャガラン」(Wham Bam (Wham Bam Shang-A-Lang))               |           |            | シルバー                                      | 3:32 |
| 11.       | 「サレンダー」(Surrender)                                              |           |            | チープ・トリック                              | 4:14 |
| 12.       | 「父と子」(Father and Son)                                             |           |            | キャット・スティーヴンス                      | 3:39 |
| 13.       | 「フラッシュ・ライト」(Flash Light)                                    |           |            | パーラメント                                  | 4:28 |
| 14.       | 「ガーディアンズ・インフェルノ」(Guardians Inferno)                    |           |            | ザ・スニーパーズ feat. デビッド・ハッセルホフ | 3:16 |
| 合計時間: | 合計時間:                                                              | 合計時間: | 51:59      |                                               |      |

### 売り上げ
アルバムは第1週に34,000ユニットを売り上げ、ビルボード200で8位に入ったが、そのほとんど全てが伝統的なアルバム売り上げによるものだった。その後売り上げは87,000ユニットに到達し、最高順位の4位を獲得したが、この時もそのほぼ全てをアルバム自体の物理的売り上げが占めていた。『オーサム・ミックス VOL.2』は、2017年終了段階で60万枚を売り上げてアメリカ合衆国のアルバム売り上げ第8位にランクインし、アメリカレコード協会からゴールドディスク認定された。また、カセットテープでは19,000部が売れ、2017年のアメリカで最も売れたカセットテープ・アルバムとなった。

### チャート順位
| チャート（2017年）                          | 最高順位 |
| ------------------------------------------- | -------- |
| オーストラリア・アルバム (ARIA)             | 2        |
| オーストリア (Ö3 Austria)                   | 3        |
| ベルギー (Ultratop Flanders)                | 13       |
| ベルギー (Ultratop Wallonia)                | 20       |
| カナダ (Billboard)                          | 6        |
| オランダ (MegaCharts)                       | 44       |
| フランス (SNEP)                             | 24       |
| ドイツ (Offizielle Top 100)                 | 6        |
| ハンガリー (MAHASZ)                         | 32       |
| イタリア・コンピレーション・アルバム (FIMI) | 3        |
| メキシコ・アルバム (AMPROFON)               | 8        |
| ニュージーランド・アルバム (RMNZ)           | 4        |
| ポーランド (ZPAV)                           | 17       |
| スペイン・アルバム (PROMUSICAE)             | 7        |
| スイス (Schweizer Hitparade)                | 9        |
| US Billboard 200                            | 4        |

| チャート（2017年）                    | 順位 |
| ------------------------------------- | ---- |
| オーストラリア・アルバム (ARIA)       | 9    |
| オーストリア・アルバム (Ö3 Austria)   | 34   |
| ドイツ・アルバム (Offizielle Top 100) | 62   |
| メキシコ・アルバム (AMPROFON)         | 64   |
| ニュージーランド・アルバム (RMNZ)     | 42   |
| US Billboard 200                      | 43   |

### 認定
| 国/地域                                             | 認定 | 認定/売上数 |
| --------------------------------------------------- | ---- | ----------- |
| オーストラリア (ARIA)                               | Gold | 35,000^     |
| カナダ (Music Canada)                               | Gold | 40,000      |
| イギリス (BPI)                                      | Gold | 100,000     |
| アメリカ合衆国 (RIAA)                               | Gold | 600,000     |
| * 認定のみに基づく売上数 ^ 認定のみに基づく出荷枚数 |      |             |

### 受賞とノミネート
| 年     | 賞                                       | 部門                       | 結果       | 出典   |
| ------ | ---------------------------------------- | -------------------------- | ---------- | ------ |
| 2018年 | 2018年ビルボード・ミュージック・アワード | トップ・サウンドトラック賞 | ノミネート | [ 65 ] |

### 「Vol. 2.1」の公開
2017年の映画『アベンジャーズ/インフィニティ・ウォー』には、マーベル・シネマティック・ユニバースの主要キャラクターが大勢出演した。ガーディアンズ・オブ・ギャラクシーも大きな役割を担い、ガンはその出演シーンの監修や、一部シーンの執筆を担当した。ガンは自身のSpotifyアカウントを通じ、ガーディアンズの登場シーン用に選んだ5曲を公開している。実際に使われたのはスピナーズの『ザ・ラバーバンド・マン』であったが、ガンはこの曲の他に3曲を提案しており、加えて本編から削除された1曲もプレイリストに含められた。
| 出典：ジェームズ・ガン Spotifyアカウント |                                                                        |           |            |                    |      |
| #                                        | タイトル                                                               | 作詞      | 作曲・編曲 | アーティスト       | 時間 |
| 1.                                       | 「ザ・ラバーバンド・マン」(The Rubberband Man / 1976年)                |           |            | スピナーズ         | 3:35 |
| 2.                                       | 「ドロー・ザ・ライン」(Draw The Line / 1977年)                         |           |            | エアロスミス       | 3:23 |
| 3.                                       | 「トレイン・イン・ヴェイン」(Train in Vain / 1980年)                   |           |            | ザ・クラッシュ     | 3:14 |
| 4.                                       | 「コート・イン・ア・ドリーム」(Caught in a Dream / 1971年)             |           |            | アリス・クーパー   | 3:09 |
| 5.                                       | 「ニューヨーク・グルーヴ」(New York Groove / 1978年、本編からの削除曲) |           |            | エース・フレーリー | 3:03 |
| 合計時間:                                | 合計時間:                                                              | 合計時間: | 16:24      |                    |      |

## オリジナル・スコア盤
2015年8月までに、第1作に引き続いてタイラー・ベイツが映画音楽を担当することが決まった。前作『ガーディアンズ・オブ・ギャラクシー』同様、ベイツは映画製作前に数曲を書き下ろし、ガンが撮影中にこれらの曲を使えるようにした。収録は2017年1月にアビー・ロード・スタジオで始まった。スコア盤は『オーサム・ミックス VOL.2』と同じくハリウッド・レコードから2017年4月21日に発売され、2017年8月11日には、ベイツのスコアと『オーサム・ミックス VOL.2』を合わせて収録したデラックス版のビニルLPも発売された。

### スコア盤収録曲
| 全作曲: タイラー・ベイツ。 |                                     |       |                         |      |
| #                          | タイトル                            | 作詞  | 作曲・編曲              | 時間 |
| 1.                         | 「Showtime a-Holes」                |       | タイラー・ベイツ [ 73 ] | 1:27 |
| 2.                         | 「vs the Abilisk」                  |       | タイラー・ベイツ [ 73 ] | 2:35 |
| 3.                         | 「The Mantis Touch」                |       | タイラー・ベイツ [ 73 ] | 1:53 |
| 4.                         | 「Space Chase」                     |       | タイラー・ベイツ [ 73 ] | 3:20 |
| 5.                         | 「Family History」                  |       | タイラー・ベイツ [ 73 ] | 3:48 |
| 6.                         | 「Groot Expectations」              |       | タイラー・ベイツ [ 73 ] | 1:57 |
| 7.                         | 「Mammalian Bodies」                |       | タイラー・ベイツ [ 73 ] | 1:50 |
| 8.                         | 「Starhawk」                        |       | タイラー・ベイツ [ 73 ] | 1:49 |
| 9.                         | 「Two-Time-Galaxy Savers」          |       | タイラー・ベイツ [ 73 ] | 3:01 |
| 10.                        | 「I Know Who You Are」              |       | タイラー・ベイツ [ 73 ] | 4:20 |
| 11.                        | 「Ego」                             |       | タイラー・ベイツ [ 73 ] | 2:47 |
| 12.                        | 「Kraglin and Drax」                |       | タイラー・ベイツ [ 73 ] | 1:34 |
| 13.                        | 「The Expansion」                   |       | タイラー・ベイツ [ 73 ] | 1:05 |
| 14.                        | 「Mary Poppins and the Rat」        |       | タイラー・ベイツ [ 73 ] | 3:07 |
| 15.                        | 「Gods」                            |       | タイラー・ベイツ [ 73 ] | 1:28 |
| 16.                        | 「Dad」                             |       | タイラー・ベイツ [ 73 ] | 2:28 |
| 17.                        | 「A Total Hasselhoff」              |       | タイラー・ベイツ [ 73 ] | 2:01 |
| 18.                        | 「Sisters」                         |       | タイラー・ベイツ [ 73 ] | 2:05 |
| 19.                        | 「Guardians of the Frickin Galaxy」 |       | タイラー・ベイツ [ 73 ] | 0:59 |
| 合計時間:                  | 合計時間:                           | 43:34 |                         |      |